# 雷万春
雷 万春（らい ばんしゅん、生年不詳 - 757年）は、唐の武将。唐の名将の張巡配下として南霽雲とともに活躍した。

## 経歴
経歴は不明。張巡の偏将として、仕えていた。安禄山の反乱に際して、その将令狐潮が張巡が守る雍丘を囲んだ時、雷万春は城壁に立ち、令狐潮と会話をしようとした時、弩の矢を六本、顔面に打たれたが微動だにしなかった。令狐潮は木製の人形だと思ったが、諜報から実際を聞いて大変驚き、城壁にいる張巡に向かって「雷将軍を見て、君（張巡）の厳令を知った」と呼びかけたと伝えられる。また、安禄山配下の将の李廷望が雍丘の北を攻撃しようとした時、まず、400騎を率いて攻撃した。包囲されたが、そこを張巡が攻撃して大勝し、李廷望を敗走させた。
睢陽城防御においても活躍したが、捕らえられ、張巡・南霽雲・姚誾らとともに殺された。
雷万春は兵の統率や計略は南霽雲に劣っていたが、張巡の指揮の下でよく働き、張巡からは南霽雲と同等の任用をされていたと伝えられる。

## 伝記資料
- 『新唐書』巻百九十二 列伝第百一十七忠義伝・中「張巡伝」
- 『資治通鑑』